# IC 3053
IC 3053 — галактика типу Sab    R () у сузір'ї Волосся Вероніки.
Цей об'єкт міститься в оригінальній редакції індексного каталогу.